# Strophius signatus
Strophius signatus är en spindelart som beskrevs av O. Pickard-Cambridge 1892. Strophius signatus ingår i släktet Strophius och familjen krabbspindlar. Inga underarter finns listade i Catalogue of Life.